# 진도서초등학교
진도서초등학교는 대한민국 전라남도 진도군에 있는 공립 초등학교이다.

## 학교 연혁
- 1944년 8월 17일: 군내공립국민학교 서부수역분교장 설치
- 1946년 12월 3일: 수역공립국민학교 승격
- 1947년 12월 3일: 군내서국민학교 개칭
- 일자미상 진도서국민학교 전두분교 설립 인가
- 1966년 10월 27일: 전두분교장 개교
- 1973년 12월 13일: 진도서국민학교 개칭
- 1983년 3월 1일: 병설유치원 개원
- 1990년 3월 1일: 가사도국민학교 분교장 격하 편입
- 1990년 8월 1일: 신안군 장산동국민학교 저도분교 본교 편입
- 1992년 3월 1일: 전두분교장 폐교 및 본교 통폐합
- 1992년 5월 21일: 저도분교장 폐교 및 본교 통폐합
- 1996년 3월 1일: 진도서초등학교 개칭
- 2015년 3월 1일: 진도군 지정 미래핵심역량 연구학교 지정
- 2016년 3월 1일: 전라남도교육청지정 독서토론선도학교 운영
- 2018년 9월 1일: 전라남도교육청지정 디지털교과서 선도학교 운영
- 2019년 9월 1일: 진도서초등학교 병설가사도분교장유치원 개원
- 2023년 3월 1일: 제27대 김마리아 교장 부임
- 2024년 2월 8일: 제75회 졸업식 9명 졸업(누계: 3,931명)

## 분교
- 진도서초등학교 가사도분교

## 참고 자료
- 진도서초등학교 - 한국교육학술정보원 학교알리미